# Acacia acrionastes
 Acacia acrionastes  este un arbust aparținând genului Acacia, subgenului Phyllodineae, nativ unor anumite părți ale estului Australiei.
Arbustul, uneori arborele, are un trunchi ușor răsucit, cu coajă netedă, crescând cel mai adesea până la o înălțime de 1,5 metri, dar botanista australiană Leslie Pedley, specializat în studierea familiei Acacia, care a descris taxonimic Acacia acrionastes prima dată, menționează că unele exemplare pot atinge și înălțimea de 8 metri. Frunzele sunt drepte până la ușor curbate, cu o lungime cuprinsă între 6-17 cm și o lățime de circa 2-4 mm. Înflorește în iulie și august și produce o inflorescență cu flori galbene cremoase.
Specia fost descrisă formal prima dată de botanistul australian Leslie Pedley în 1990 în articolul Acacia acrionastes (Leguminosae: Mimosoideae), a new species from south-eastern Queensland, conform titlului originar din revista profesionistă Austrobaileya. Singurul sinonim cunoscut și acceptat este Racosperma acrionastes. Este adesea confundat cu Acacia adunca, cu care este înrudit îndeaproape.
Se găsește în nord-vestului statului australian New South Wales, unde este considerat o apariție rară, dar mai ales în statul Queensland, unde este mult mai comun. Face adesea parte din comunităților forestiere de scleroxilă uscată, crescând pe soluri argiloase loamice, aflate pe un substrat vulcanic.

## Vezi și
- Listă de specii Acacia